# The Day of Faith
The Day of Faith is een Amerikaanse dramafilm uit 1923 onder regie van Tod Browning. Destijds werd de film in Nederland uitgebracht onder de titel Een kreet in de nacht. De film is wellicht zoekgeraakt.

## Verhaal
Jane Maynard wil haar leven wijden aan de liefdadigheidsstichting van haar overleden man. John Anstell wordt verliefd op Jane, maar zijn rijke vader is tegen hun relatie en hij tracht daarom de stichting in opspraak te brengen. Wanneer zijn pogingen mislukken, gebruikt hij zijn fortuin om de stichting te dwarsbomen. De mensen die geholpen zijn door de stichting, nemen wraak door John te vermoorden.

## Rolverdeling
| Acteur            | Personage             |
| ----------------- | --------------------- |
| Eleanor Boardman  | Jane Maynard          |
| Tyrone Power sr.  | Michael Anstell       |
| Raymond Griffith  | Tom Barnett           |
| Wallace MacDonald | John Anstell          |
| Ford Sterling     | Montreal Sammy        |
| Heinie Conklin    | Yegg Darby            |
| Ruby Lafayette    | Grootmoeder Maynard   |
| Jane Mercer       | Kind van Red Johnston |
| Edward Martindel  | Oom Mortimer          |
| Winter Hall       | Bland Hendricks       |
| Emmett King       | Simmons               |
| Jack Curtis       | Red Johnson           |
| Frederick Vroom   | Marley Maynard        |
| John Curry        | Isaac                 |
| Henry Hebert      | Samuel Jackson        |